# 岫巖州
岫巖州是清代奉天地方設立的一個州，屬鳳凰廳，雍正十三年設熊岳通判，乾隆二十八年移熊岳通判為岫巖通判，光緒二年改知州，隸鳳凰廳，光緒四年由岫巖廳改設。治所在今岫巖縣。